# Bandstjärtad myrfågel
Bandstjärtad myrfågel (Hypocnemoides maculicauda) är en fågel i familjen myrfåglar inom ordningen tättingar.

## Utbredning och systematik
Fågelns utbredningsområde sträcker sig från östra Peru till norra Bolivia och till södra Amazonområdet i Brasilien. Den behandlas som monotypisk, det vill säga att den inte delas in i några underarter.

## Status
IUCN kategoriserar arten som livskraftig.